# محمد سميع (لاعب كريكت)
محمد سميع (24 فبراير 1981 في باكستان - ) (بالأردوية: محمد سمیع)‏ (بالإنجليزية: محمد سمیع)‏ هو لاعب كريكت باكستاني. شارك مع منتخب باكستان للكريكت. أما مع النوادي، فقد لعب مع Port Qasim Authority cricket team ‏ وBarisal Bulls ‏ واسلام اباد يونايتد ‏ وDurbar Rajshahi ‏ ونادي مقاطعة ساسكس للكركيت ‏ وNational Bank of Pakistan cricket team ‏.

## وصلات خارجية
- محمد سميع (لاعب كريكت) على موقع إي آس بي آن كريك إنفو (الإنجليزية)